# Bruno Martins Indi
Rolando Maximiliano Martins Indi, meglio noto come Bruno Martins Indi, (Barreiro, 8 febbraio 1992) è un calciatore portoghese naturalizzato olandese, difensore dello Sparta Rotterdam.
Nel 2012 è stato inserito nella lista dei migliori calciatori nati dopo il 1991 stilata da Don Balón.

## Caratteristiche tecniche
Difensore centrale, mancino naturale, è dotato di grande corsa, forza fisica, velocità e notevole tecnica. Nella Nazionale olandese è stato anche impiegato come terzino sinistro.

## Carriera

### Club

#### Feyenoord
Nato in Portogallo da genitori provenienti dalla Guinea-Bissau, a soli tre mesi si trasferisce definitivamente con la sua famiglia nei Paesi Bassi, ottenendo così la cittadinanza olandese. Nel 2007 entra a far parte del vivaio del Feyenoord, e nel 2010 viene promosso in prima squadra, esordendo in Europa League il 19 agosto 2010 contro il Gent. Tre giorni dopo, il 22 agosto fa il suo debutto anche in Eredivisie, nel pareggio esterno per 1-1 contro l'Heracles Almelo. Il 17 aprile 2011 realizza la sua prima rete in carriera, segnando di testa il terzo gol nel 6-1 finale contro il Willem II. Termina la sua prima stagione con il club di Rotterdam con 15 presenze e una rete.
Nella Eredivisie 2011-2012 viene promosso titolare dall'allenatore Ronald Koeman, e il 22 ottobre 2011 va a segno con un gol di testa contro il VVV-Venlo. Dopo un discreto inizio di stagione, il 22 febbraio 2012 firma un prolungamento contrattuale fino al 2016. La sua prima stagione da titolare si conclude con 29 presenze e una rete.
Seguono altre due buone annate collezionando in tutto con il Feyenoord di 118 presenze e 5 gol.

#### Porto
Il 15 luglio 2014 viene acquistato a titolo definitivo dal Porto per 7,7 milioni di euro. Il giocatore firma con la società portoghese un contratto fino a giugno 2018.

#### Stoke City
Il 31 agosto 2016 si trasferisce in prestito agli inglesi dello Stoke City, con cui trova 35 presenze e 1 gol in Premier League.
Al termine del prestito i Potters lo acquistano a titolo definitivo per 7,7 milioni di euro.
Dopo un altro anno disputato in Premier non da titolare, è uno dei punti fermi negli 11 dello Stoke in Championship nelle stagioni seguenti. In tutto in quattro anni mette insieme 137 presenze e 2 gol.

#### AZ
Il 6 ottobre 2020 torna in Olanda in prestito all'AZ Alkmaar.
Il 5 luglio 2021 viene ceduto a titolo definitivo all'AZ Alkmaar, con cui sigla un contratto sino al 2025.

### Nazionale
Dopo aver scelto di giocare per la nazionale Olandese anziché per quella Portoghese, per la quale era eleggibile grazie al doppio passaporto, viene convocato nella nazionale Under-17 per partecipare al Mondiale Under-17 2009, e il 25 ottobre 2009 scende in campo per la prima volta nella sconfitta per 2-1 contro i pari età colombiani. Nel 2010 ha giocato anche nella selezione olandese Under-19, con cui ha disputato l'Europeo di categoria. Il 29 febbraio 2012 ha esordito anche nell'Olanda Under-21 nel pareggio 0-0 contro la Scozia Under-21.
Il 15 agosto 2012 Louis Van Gaal lo fa esordire ufficialmente nella nazionale maggiore, in occasione dell'amichevole persa per 4-2 contro il Belgio. L'11 settembre successivo realizza il primo gol in nazionale nel 4-1 in trasferta contro l'Ungheria, e il 16 ottobre si ripete, segnando il terzo gol nel 4-1 esterno contro la Romania.
Il 13 giugno 2014, Martins Indi ha fatto il suo debutto nella Coppa del Mondo in una vittoria per 5-1 contro i campioni in carica della Spagna. L'18 giugno, nella sua seconda partita della Coppa del Mondo contro l'Australia, è stato colpito alla testa da Tim Cahill ed è stato portato in ospedale con un sospetto commotivo cerebrale. Si è ripreso più velocemente del previsto e ha saltato solo l'ultima partita della fase a gironi contro il Cile. Alla fine, i Paesi Bassi hanno concluso il torneo al terzo posto.
Martins Indi è stato espulso dopo 10 minuti in una sconfitta amichevole per 2-0 in trasferta contro l'Italia il 4 settembre 2014, dopo aver causato un rigore commettendo fallo su Simone Zaza e negandogli un'opportunità di segnare. In una partita di qualificazione per l'UEFA Euro 2016 il 3 settembre dell'anno seguente, è stato nuovamente espulso per aver colpito Kolbeinn Sigþórsson, mentre i Paesi Bassi hanno perso 1-0 all'Amsterdam Arena nella prima partita sotto la guida di Danny Blind.

## Statistiche

### Presenze e reti nei club
Statistiche aggiornate al 18 aprile 2025
| Stagione          | Squadra           | Campionato        | Campionato | Campionato | Coppe nazionali | Coppe nazionali | Coppe nazionali | Coppe continentali | Coppe continentali | Coppe continentali | Altre coppe | Altre coppe | Altre coppe | Totale | Totale |
| Stagione          | Squadra           | Comp              | Pres       | Reti       | Comp            | Pres            | Reti            | Comp               | Pres               | Reti               | Comp        | Pres        | Reti        | Pres   | Reti   |
| ----------------- | ----------------- | ----------------- | ---------- | ---------- | --------------- | --------------- | --------------- | ------------------ | ------------------ | ------------------ | ----------- | ----------- | ----------- | ------ | ------ |
| 2010-2011         | Feyenoord         | ED                | 15         | 1          | CO              | 0               | 0               | UEL                | 2                  | 0                  | -           | -           | -           | 17     | 1      |
| 2011-2012         | Feyenoord         | ED                | 29         | 1          | CO              | 2               | 0               | -                  | -                  | -                  | -           | -           | -           | 31     | 1      |
| 2012-2013         | Feyenoord         | ED                | 32         | 1          | CO              | 3               | 0               | UCL+UEL            | 2+2                | 0                  | -           | -           | -           | 39     | 1      |
| 2013-2014         | Feyenoord         | ED                | 26         | 2          | CO              | 3               | 0               | UEL                | 2                  | 0                  | -           | -           | -           | 32     | 3      |
| Totale Feyenoord  | Totale Feyenoord  | Totale Feyenoord  | 102        | 5          |                 | 8               | 0               |                    | 8                  | 0                  |             | -           | -           | 118    | 5      |
| 2014-2015         | Porto             | PL                | 24         | 2          | CP+CdL          | 0+2             | 0               | UCL                | 11                 | 0                  | -           | -           | -           | 37     | 2      |
| 2015-2016         | Porto             | PL                | 23         | 0          | CP+CdL          | 3+0             | 0               | UCL+UEL            | 6+1                | 0                  | -           | -           | -           | 33     | 0      |
| Totale Porto      | Totale Porto      | Totale Porto      | 47         | 2          |                 | 5               | 0               |                    | 18                 | 0                  | -           | -           | -           | 70     | 2      |
| 2016-2017         | Stoke City        | PL                | 35         | 1          | FACup+CdL       | 1+1             | 0               | -                  | -                  | -                  | -           | -           | -           | 37     | 1      |
| 2017-2018         | Stoke City        | PL                | 17         | 0          | CdL             | 2               | 0               | -                  | -                  | -                  | -           | -           | -           | 19     | 0      |
| 2018-2019         | Stoke City        | CH                | 37         | 1          | FACup+CdL       | 2+2             | 0               | -                  | -                  | -                  | -           | -           | -           | 41     | 1      |
| 2019-2020         | Stoke City        | CH                | 33         | 0          | FACup+CdL       | 1+1             | 0               | -                  | -                  | -                  | -           | -           | -           | 35     | 0      |
| lug.-ott. 2020    | Stoke City        | CH                | 2          | 0          | CdL             | 3               | 0               | -                  | -                  | -                  | -           | -           | -           | 5      | 0      |
| Totale Stoke City | Totale Stoke City | Totale Stoke City | 124        | 2          |                 | 13              | 0               | -                  | -                  | -                  | -           | -           | -           | 137    | 2      |
| ott. 2020-2021    | AZ Alkmaar        | ED                | 27         | 1          | CO              | 1               | 0               | UEL                | 5                  | 1                  | -           | -           | -           | 33     | 2      |
| 2021-2022         | AZ Alkmaar        | ED                | 31+4       | 2          | CO              | 3               | 0               | UEL+UECL           | 2+8                | 0                  | -           | -           | -           | 48     | 2      |
| 2022-2023         | AZ Alkmaar        | ED                | 4          | 0          | CO              | 0               | 0               | UECL               | 7                  | 0                  | -           | -           | -           | 11     | 0      |
| 2023-2024         | AZ Alkmaar        | ED                | 14         | 1          | CO              | 2               | 0               | UECL               | 5                  | 0                  | -           | -           | -           | 21     | 1      |
| 2024-2025         | AZ Alkmaar        | ED                | 10         | 0          | CO              | 1               | 0               | UEL                | 1                  | 0                  | -           | -           | -           | 12     | 0      |
| Totale AZ Alkmaar | Totale AZ Alkmaar | Totale AZ Alkmaar | 86+4       | 4          |                 | 7               | 0               |                    | 28                 | 1                  |             | -           | -           | 125    | 5      |
| Totale carriera   | Totale carriera   | Totale carriera   | 363        | 13         |                 | 33              | 0               |                    | 54                 | 1                  |             | -           | -           | 450    | 14     |

### Cronologia presenze e reti in nazionale
| Cronologia completa delle presenze e delle reti in nazionale ― Paesi Bassi | Cronologia completa delle presenze e delle reti in nazionale ― Paesi Bassi | Cronologia completa delle presenze e delle reti in nazionale ― Paesi Bassi | Cronologia completa delle presenze e delle reti in nazionale ― Paesi Bassi | Cronologia completa delle presenze e delle reti in nazionale ― Paesi Bassi | Cronologia completa delle presenze e delle reti in nazionale ― Paesi Bassi | Cronologia completa delle presenze e delle reti in nazionale ― Paesi Bassi | Cronologia completa delle presenze e delle reti in nazionale ― Paesi Bassi |
| Data                                                                       | Città                                                                      | In casa                                                                    | Risultato                                                                  | Ospiti                                                                     | Competizione                                                               | Reti                                                                       | Note                                                                       |
| -------------------------------------------------------------------------- | -------------------------------------------------------------------------- | -------------------------------------------------------------------------- | -------------------------------------------------------------------------- | -------------------------------------------------------------------------- | -------------------------------------------------------------------------- | -------------------------------------------------------------------------- | -------------------------------------------------------------------------- |
| 15-8-2012                                                                  | Bruxelles                                                                  | Belgio                                                                     | 4 – 2                                                                      | Paesi Bassi                                                                | Amichevole                                                                 | -                                                                          | 46’                                                                        |
| 7-9-2012                                                                   | Amsterdam                                                                  | Paesi Bassi                                                                | 2 – 0                                                                      | Turchia                                                                    | Qual. Mondiali 2014                                                        | -                                                                          |                                                                            |
| 11-9-2012                                                                  | Budapest                                                                   | Ungheria                                                                   | 1 – 4                                                                      | Paesi Bassi                                                                | Qual. Mondiali 2014                                                        | 1                                                                          | 64’                                                                        |
| 12-10-2012                                                                 | Rotterdam                                                                  | Paesi Bassi                                                                | 3 – 0                                                                      | Andorra                                                                    | Qual. Mondiali 2014                                                        | -                                                                          |                                                                            |
| 16-10-2012                                                                 | Bucarest                                                                   | Romania                                                                    | 1 – 4                                                                      | Paesi Bassi                                                                | Qual. Mondiali 2014                                                        | 1                                                                          |                                                                            |
| 14-11-2012                                                                 | Amsterdam                                                                  | Paesi Bassi                                                                | 0 – 0                                                                      | Germania                                                                   | Amichevole                                                                 | -                                                                          |                                                                            |
| 6-2-2013                                                                   | Amsterdam                                                                  | Paesi Bassi                                                                | 1 – 1                                                                      | Italia                                                                     | Amichevole                                                                 | -                                                                          |                                                                            |
| 22-3-2013                                                                  | Amsterdam                                                                  | Paesi Bassi                                                                | 3 – 0                                                                      | Estonia                                                                    | Qual. Mondiali 2014                                                        | -                                                                          |                                                                            |
| 26-3-2013                                                                  | Amsterdam                                                                  | Paesi Bassi                                                                | 4 – 0                                                                      | Romania                                                                    | Qual. Mondiali 2014                                                        | -                                                                          | 47’                                                                        |
| 14-8-2013                                                                  | Faro                                                                       | Portogallo                                                                 | 1 – 1                                                                      | Paesi Bassi                                                                | Amichevole                                                                 | -                                                                          | 34’                                                                        |
| 6-9-2013                                                                   | Tallinn                                                                    | Estonia                                                                    | 2 – 2                                                                      | Paesi Bassi                                                                | Qual. Mondiali 2014                                                        | -                                                                          | 72’                                                                        |
| 15-10-2013                                                                 | Istanbul                                                                   | Turchia                                                                    | 0 – 2                                                                      | Paesi Bassi                                                                | Qual. Mondiali 2014                                                        | -                                                                          | 25’ 46’                                                                    |
| 5-3-2014                                                                   | Parigi                                                                     | Francia                                                                    | 2 – 0                                                                      | Paesi Bassi                                                                | Amichevole                                                                 | -                                                                          |                                                                            |
| 17-5-2014                                                                  | Amsterdam                                                                  | Paesi Bassi                                                                | 1 – 1                                                                      | Ecuador                                                                    | Amichevole                                                                 | -                                                                          |                                                                            |
| 31-5-2014                                                                  | Rotterdam                                                                  | Paesi Bassi                                                                | 1 – 0                                                                      | Ghana                                                                      | Amichevole                                                                 | -                                                                          |                                                                            |
| 4-6-2014                                                                   | Amsterdam                                                                  | Paesi Bassi                                                                | 2 – 0                                                                      | Galles                                                                     | Amichevole                                                                 | -                                                                          |                                                                            |
| 13-6-2014                                                                  | Salvador                                                                   | Spagna                                                                     | 1 – 5                                                                      | Paesi Bassi                                                                | Mondiali 2014 - 1º turno                                                   | -                                                                          |                                                                            |
| 18-6-2014                                                                  | Porto Alegre                                                               | Australia                                                                  | 2 – 3                                                                      | Paesi Bassi                                                                | Mondiali 2014 - 1º turno                                                   | -                                                                          | 46’                                                                        |
| 29-6-2014                                                                  | Fortaleza                                                                  | Paesi Bassi                                                                | 2 – 1                                                                      | Messico                                                                    | Mondiali 2014 - Ottavi di finale                                           | -                                                                          | 81’                                                                        |
| 5-7-2014                                                                   | Salvador                                                                   | Paesi Bassi                                                                | 0 – 0 dts (4 – 3 dtr)                                                      | Costa Rica                                                                 | Mondiali 2014 - Quarti di finale                                           | -                                                                          | 64’ 106’                                                                   |
| 9-7-2014                                                                   | San Paolo                                                                  | Paesi Bassi                                                                | 0 – 0 dts (2 – 4 dtr)                                                      | Argentina                                                                  | Mondiali 2014 - Semifinale                                                 | -                                                                          | 45’ 46’                                                                    |
| 12-7-2014                                                                  | Brasília                                                                   | Brasile                                                                    | 0 – 3                                                                      | Paesi Bassi                                                                | Mondiali 2014 - Finale 3º posto                                            | -                                                                          |                                                                            |
| 4-9-2014                                                                   | Bari                                                                       | Italia                                                                     | 2 – 0                                                                      | Paesi Bassi                                                                | Amichevole                                                                 | -                                                                          | 9’                                                                         |
| 9-9-2014                                                                   | Praga                                                                      | Rep. Ceca                                                                  | 2 – 1                                                                      | Paesi Bassi                                                                | Qual. Euro 2016                                                            | -                                                                          | 71’                                                                        |
| 10-10-2014                                                                 | Amsterdam                                                                  | Paesi Bassi                                                                | 3 – 1                                                                      | Kazakistan                                                                 | Qual. Euro 2016                                                            | -                                                                          | 81’                                                                        |
| 13-10-2014                                                                 | Reykjavík                                                                  | Islanda                                                                    | 2 – 0                                                                      | Paesi Bassi                                                                | Qual. Euro 2016                                                            | -                                                                          |                                                                            |
| 28-3-2015                                                                  | Amsterdam                                                                  | Paesi Bassi                                                                | 1 – 1                                                                      | Turchia                                                                    | Qual. Euro 2016                                                            | -                                                                          |                                                                            |
| 31-3-2015                                                                  | Amsterdam                                                                  | Paesi Bassi                                                                | 2 – 0                                                                      | Spagna                                                                     | Amichevole                                                                 | -                                                                          |                                                                            |
| 5-6-2015                                                                   | Amsterdam                                                                  | Paesi Bassi                                                                | 3 – 4                                                                      | Stati Uniti                                                                | Amichevole                                                                 | -                                                                          |                                                                            |
| 12-6-2015                                                                  | Riga                                                                       | Lettonia                                                                   | 0 – 2                                                                      | Paesi Bassi                                                                | Qual. Euro 2016                                                            | -                                                                          | 65’                                                                        |
| 3-9-2015                                                                   | Amsterdam                                                                  | Paesi Bassi                                                                | 0 – 1                                                                      | Islanda                                                                    | Qual. Euro 2016                                                            | -                                                                          | 33’                                                                        |
| 25-3-2017                                                                  | Sofia                                                                      | Bulgaria                                                                   | 2 – 0                                                                      | Paesi Bassi                                                                | Qual. Mondiali 2018                                                        | -                                                                          |                                                                            |
| 28-3-2017                                                                  | Amsterdam                                                                  | Paesi Bassi                                                                | 1 – 2                                                                      | Italia                                                                     | Amichevole                                                                 | -                                                                          |                                                                            |
| 4-6-2017                                                                   | Rotterdam                                                                  | Paesi Bassi                                                                | 5 – 0                                                                      | Costa d'Avorio                                                             | Amichevole                                                                 | -                                                                          |                                                                            |
| 8-6-2022                                                                   | Cardiff                                                                    | Galles                                                                     | 1 – 2                                                                      | Paesi Bassi                                                                | UEFA Nations League 2022-2023 - 1º turno                                   | -                                                                          | 84’                                                                        |
| 14-6-2022                                                                  | Rotterdam                                                                  | Paesi Bassi                                                                | 3 – 2                                                                      | Galles                                                                     | UEFA Nations League 2022-2023 - 1º turno                                   | -                                                                          | 21’                                                                        |
| Totale                                                                     |                                                                            | Presenze                                                                   | 36                                                                         |                                                                            | Reti                                                                       | 2                                                                          |                                                                            |

## Palmarès

### Individuale
- Inserito nella selezione UEFA dell'Europeo Under-21: 1

Israele 2013